# Genetický kód

RNA kodony – bílkovina

Genetický kód představuje soubor pravidel, podle kterých se genetická informace uložená v DNA (respektive RNA) převádí na primární strukturu bílkovin – tj. pořadí aminokyselin v řetězci. Genetický kód je univerzální – stejný u většiny živých organismů, pouze u několika málo skupin a mitochondrií se vyskytují drobné odchylky. Podoba genetického kódu společná většině živých organismů se nazývá standardní genetický kód.

## Genová exprese
Genetická informace nesená organismem (jeho genom) je zapsaná v molekule DNA (s výjimkou některých nebuněčných organismů, u nichž tuto úlohu plní RNA). Každá funkční část (jednotka) DNA se nazývá gen. Každý gen se v procesu transkripce přepíše do odpovídající kratší molekuly mRNA, která slouží jako přenašeč informace od DNA k ribozómům – buněčným strukturám, na kterých probíhá translace (tvorba primární struktury bílkovin podle záznamu v mRNA). Pořadí aminokyselin se zde stanovuje tak, že ke každému kodonu (tripletu) se připojí tRNA s odpovídajícím antikodonem nesoucí aminokyselinu.
K jednotlivým kodonům tedy náleží odpovídající tRNA se specifickým antikodonem a specifickou aminokyselinou. Máme tedy 64 (43) možných variací, 64 odlišných kodonů. V následujících tabulkách je zaznamenán standardní genetický kód. Je z něj patrné, že genetický kód je degenerovaný – jedna aminokyselina může odpovídat většímu množství odlišných kodonů. Z tohoto důvodu také nelze podle vyrobené bílkoviny zrekonstruovat podobu genu, podle kterého byl vytvořen (viz Centrální dogma molekulární biologie).

## Kodon
Kodon neboli triplet je označení tří za sebou jdoucích bází v mRNA. Určuje druh aminokyseliny. Ke každému kodonu existuje komplementární antikodon, což jsou vlastně tři za sebou jdoucí báze tRNA komplementární ke kodonu. Jednotlivá tRNA je specifická pro určitou aminokyselinu. Každá aminokyselina může být kódována více kodony, jeden kodon ale představuje pouze jednu aminokyselinu.
Výjimečné postavení mají:
- Iniciační kodon – podle něj se pozná začátek genové sekvence nukleotidů v mRNA, začíná u něj translace, většinou AUG, výjimečně u prokaryot GUG, UUG, CUG
- Stop kodon – končí u něj proteosyntéza, UAA, UAG, UGA

## Tabulka 1: RNA kodon →aminokyselina
|            |   | druhá báze |                                                                                     | |                                                                                  |
| U          | C | A | G                                                                                   | |                                                                                  |
| první báze | U | UUU (Phe/F) Fenylalanin UUC (Phe/F) Fenylalanin UUA (Leu/L) Leucin UUG (Leu/L) Leucin (Start)2                                            | UCU (Ser/S) Serin UCC (Ser/S) Serin UCA (Ser/S) Serin UCG (Ser/S) Serin             | UAU (Tyr/Y) Tyrosin UAC (Tyr/Y) Tyrosin UAA Ochre (Stop)3 UAG Amber (Stop)3,4                                                 | UGU (Cys/C) Cystein UGC (Cys/C) Cystein UGA Opal (Stop)3,5 UGG (Trp/W) Tryptofan |
| první báze | C | CUU (Leu/L) Leucin CUC (Leu/L) Leucin CUA (Leu/L) Leucin CUG (Leu/L) Leucin7 (Start)2                                                     | CCU (Pro/P) Prolin CCC (Pro/P) Prolin CCA (Pro/P) Prolin CCG (Pro/P) Prolin         | CAU (His/H) Histidin CAC (His/H) Histidin CAA (Gln/Q) Glutamin CAG (Gln/Q) Glutamin                                           | CGU (Arg/R) Arginin CGC (Arg/R) Arginin CGA (Arg/R) Arginin CGG (Arg/R) Arginin  |
| první báze | A | AUU (Ile/I) Isoleucin (Start)2 AUC (Ile/I) Isoleucin AUA (Ile/I) Isoleucin6 AUG (Met/M) Methionin, resp. (fMet) N-formylmethionin, Start1 | ACU (Thr/T) Threonin ACC (Thr/T) Threonin ACA (Thr/T) Threonin ACG (Thr/T) Threonin | AAU (Asn/N) Asparagin AAC (Asn/N) Asparagin AAA (Lys/K) Lysin AAG (Lys/K) Lysin                                               | AGU (Ser/S) Serin AGC (Ser/S) Serin AGA (Arg/R) Arginin AGG (Arg/R) Arginin      |
| první báze | G | GUU (Val/V) Valin GUC (Val/V) Valin GUA (Val/V) Valin GUG (Val/V) Valin (Start)2                                                          | GCU (Ala/A) Alanin GCC (Ala/A) Alanin GCA (Ala/A) Alanin GCG (Ala/A) Alanin         | GAU (Asp/D) Kyselina asparagová GAC (Asp/D) Kyselina asparagová GAA (Glu/E) Kyselina glutamová GAG (Glu/E) Kyselina glutamová | GGU (Gly/G) Glycin GGC (Gly/G) Glycin GGA (Gly/G) Glycin GGG (Gly/G) Glycin      |

1Kodon AUG slouží jako iniciační místo: první AUG v mRNA je místo, kde translace začíná; u eukaryot a archeí kóduje methionin, u bakterií (a z nich vzniklých organel - plastidů a mitochondrií) kóduje jako startovní kodon N-formylmethionin, dále v proteinovém řetězci pak standardní methionin

2Toto je startovní kodon pouze u některých prokaryot a v takovém případě pak kóduje methionin

3U některých zelených řas, nálevníků, afelidií a diplomonád se vyvinul nekanonický kód, při kterém UAG a UAA translaci neukončují a namísto toho kódují glutamin, totéž platí pro UAG v jaderném genomu rodu Dactylomonas (Heterolobosea); podobně UGA kóduje u některých nálevníků cystein a u rodů Mycoplasma a  Neovahlkampfia tryptofan

4U některých druhů archeí a baktérií je při biosyntéze enzymů pro metabolismus metanu normální Stop-funkce kodonu UAG modifikována přítomností zvláštní genové sekvence mRNA, umožňující navázat pyrolysinovou tRNA a zabudovat do proteinu pyrolysin (Pyl/O).

5Při biosyntéze některých proteinů archeí, baktérií i eukaryot je normální Stop-funkce kodonu UGA díky zvláštní genové sekvenci mRNA ignorována, což umožňuje navázat selenosysteinovou tRNA vzniklou selenizací serinové tRNA a zabudovat do proteinu selenocystein (Sec/U).

6V plastidech obrněnek Lepidodinium chlorophorum byla objevena odchylka kódu, při které kodon AUA kóduje methionin (Met/M)

7U rodu Candida byla objevena odchylka kódu, při které kodon CUG kóduje serin (Ser/S)
Mnoho výjimek, v tabulce nevyznačených, se vyskytuje v genetickém kódu mitochondrií a plastidů.

## Tabulka 2:aminokyselina→ kodon(y)
| Ala   | A | GCU, GCC, GCA, GCG               | Lys  | K | AAA, AAG                            |
| Arg   | R | CGU, CGC, CGA, CGG, AGA, AGG     | Met  | M | AUG (AUU, GUG, UUG, CUG)2 (AUA)5    |
| Asn   | N | AAU, AAC                         | Phe  | F | UUU, UUC                            |
| Asp   | D | GAU, GAC                         | Pro  | P | CCU, CCC, CCA, CCG                  |
| Cys   | C | UGU, UGC (UGA)1                  | Pyl  | O | UAG3                                |
| Gln   | Q | CAA, CAG (UAA, UAG)1             | Sec  | U | UGA4                                |
| Glu   | E | GAA, GAG                         | Ser  | S | UCU, UCC, UCA, UCG, AGU, AGC (CUG)7 |
| Gly   | G | GGU, GGC, GGA, GGG               | Thr  | T | ACU, ACC, ACA, ACG                  |
| His   | H | CAU, CAC                         | Trp  | W | UGG (UGA)6                          |
| Ile   | I | AUU2, AUC, AUA5                  | Tyr  | Y | UAU, UAC                            |
| Leu   | L | UUA, UUG2, CUU, CUC, CUA, CUG2,7 | Val  | V | GUU, GUC, GUA, GUG2                 |
| Start |   | AUG (AUU, GUG, UUG, CUG)2        | Stop |   | UAG1,3, UGA1,4,6, UAA1              |

1U některých zelených řas, nálevníků, afelidií a diplomonád se vyvinul nekanonický kód, při kterém UAG a UAA translaci neukončují a namísto toho kódují glutamin, podobně u některých nálevníků UGA kóduje cystein

2U některých prokaryot je startovním kodonem také AUU, GUG, UUG či CUG, v takovém případě pak kóduje methionin

3U některých druhů archeí a baktérií je při biosyntéze enzymů pro metabolismus metanu normální Stop-funkce kodonu UAG modifikována přítomností zvláštní genové sekvence mRNA, umožňující navázat pyrolysinovou tRNA a zabudovat do proteinu pyrolysin (Pyl/O).

4Při biosyntéze některých proteinů archeí, baktérií i eukaryot je normální Stop-funkce kodonu UGA díky zvláštní genové sekvenci mRNA ignorována, což umožňuje navázat selenosysteinovou tRNA vzniklou selenizací serinové tRNA a zabudovat do proteinu selenocystein (Sec/U).

5V plastidech obrněnek Lepidodinium chlorophorum byla objevena odchylka kódu, při které kodon AUA kóduje methionin (Met/M).

6U rodu Mycoplasma byla objevena odchylka kódu, při které kodon UGA translaci neukončuje a namísto toho kóduje tryptofan (Trp/W)

7U rodu Candida byla objevena odchylka kódu, při které kodon CUG kóduje serin (Ser/S)
Mnoho výjimek, v tabulce nevyznačených, se vyskytuje v genetickém kódu mitochondrií a plastidů.

Marshall W. Nirenberg a jeho laboratoř (National Institutes of Health) první provedla pokusy, které ukázaly na závislost mezi kodony a aminokyselinami, které kódují. Har Gobind Khorana rozšířil Nirenbergovu práci a nalezl kódy pro aminokyseliny, které Nirenbergova metoda nalézt nemohla. Za svůj výzkum oba obdrželi Nobelovu cenu (1968).

## Technické detaily

### Stopkodony
Stopkodony, resp. terminační kodony jsou kodony ukončující translaci. Jsou tři: UAG, UGA a UAA a v anglické lit. jim přísluší následující nesystematická jména: UAG – amber (jantar), UGA – opal (opál), UAA – ochre (okr). Kodon amber pojmenovali jeho objevitelé Richard Epstein a Charles Steinberg po svém příteli Harrisi Bernsteinovi, jehož příjmení znamená v němčině „jantar“. Zbývající dva kodóny byly pojmenovány vtipně opal a ochre pro zachování „barevného pojmenování“.
U některých zelených řas, nálevníků, afelidií a diplomonád se vyvinul nekanonický kód, při kterém UAG a UAA translaci neukončují a namísto toho kódují glutamin, podobně UGA kóduje u některých nálevníků cystein a u rodu Mycoplasma tryptofan.
U některých druhů archeí a baktérií je při biosyntéze enzymů pro metabolismus metanu normální Stop-funkce kodonu UAG modifikována přítomností zvláštní genové sekvence mRNA, umožňující navázat pyrolysinovou tRNA a zabudovat do proteinu pyrolysin. Při biosyntéze některých proteinů archeí, baktérií i eukaryot umožňuje podobný mechanismus ignorovat při translaci normální Stop-funkci kodonu UGA, navázat selenosysteinovou tRNA, vzniklou selenizací serinové tRNA, a zabudovat do proteinu selenocystein.

### Startkodony
Startkodony, resp. iniciační kodony jsou místem, kde dochází k zahájení translace. Na rozdíl od stopkodonů ale přítomnost startkodónu sama o sobě nestačí, je ještě zapotřebí, aby se poblíž nacházela sekvence umožňující napojení mRNA na ribozóm.

### Degenerovaný genetický kód
Genetický kód je degenerovaný, resp. redundantní, což znamená, že dva či více kodonů může kódovat jednu a tutéž aminokyselinu. Degenerované kodony se obvykle liší ve své třetí pozici, viz kodony GAA a GAG, které oba kódují glutamin. Tato degenerace genetického kódu umožňuje existenci tzv. tichých mutací.
Degenerovanost genetického kódu a z ní plynoucí existence tichých mutací značně zvyšuje toleranci substitučních mutací v degenerovaných kodonech. Např. kodony kódující alanin (GCG, GCA, GCU, GCC) mohou po libosti mutovat na své třetí pozici, aniž by došlo k záměně aminokyseliny, kterou kódují. Naproti tomu aminokyselina histidin je kódována pouze dvěma kodony, takže bez změny aminokyseliny je pouze jedna z možných tří mutací na třetí pozici.